# SpVgg Landshut
Die SpVgg Landshut ist ein Sportverein aus Landshut in Bayern. Überregionale Bekanntheit hat der Verein durch seine Fußballmannschaft.

## Geschichte
Auf dem Gelände des heutigen Landshuter Stadtparks befand sich in den 1910er Jahren die sogenannte Flutmulde, ein unförmiges Gelände, auf dem von Enthusiasten drei Fußballfelder hergerichtet worden waren. Im Jahr 1919 beschlossen 30 Gleichgesinnte die Gründung einer Fußballmannschaft, die sich zunächst dem TV 1861 Landshut als Fußballabteilung anschloss.
Nachdem eine Hochwasserkatastrophe im Jahr 1920 die bisherigen Spielfelder auf der Flutmulde vernichtet hatte, bezog man ein vorübergehendes Quartier auf der Grieserwiese, bevor 1921 die Wiese am Hammerbach zur neuen Heimstätte erkoren wurde. An jener Stelle befinden sich heute das Hammerbach-Stadion und das moderne Sportzentrum West.
In der Saison 1932/33 spielte der Verein in der seinerzeit erstklassigen Bezirksliga Bayern, verlor ihren Erstligastatus jedoch bereits nach einem Jahr durch eine Ligareform und die Neugestaltung als Gauliga Bayern im Jahr 1933. Es sollte die einzige Erstligasaison in der Geschichte der SpVgg Landshut bleiben.
Nach dem Zweiten Weltkrieg startete die Fußballmannschaft zunächst in der Bezirksliga Niederbayern, bevor ihr 1948 der Aufstieg in die Bayernliga gelang, was damals rein sportlich der zweiten Liga entsprach. Nach einer Ligareform im Jahr 1950 spielte die Spielvereinigung von 1950 bis 1953 in der Amateur-Landesliga Bayern und nach der Teilung der Landesliga in eine Nord- und Südgruppe 1953/54 in der Landesliga Süd. Aus dieser stieg man bereits nach einem Jahr ab und spielte fünf Jahre in der Bezirksliga Niederbayern, ehe 1959 die Rückkehr in die Landesliga gelang. Dort gehörte man zunächst erneut der Landesliga Süd an, ehe es 1963 eine weitere Ligareform und eine Aufteilung der Landesliga in drei Gruppen gab. Seither gehört der Verein, sofern er – wie die meiste Zeit in seiner Geschichte – in der Landesliga vertreten ist, zur Gruppe Mitte. Lediglich in den Spielzeiten 1969/70 sowie zwischen 1973 und 1977 war die Spielvereinigung in der tieferen Bezirksliga Niederbayern bzw. in den Jahren 1983 bis 1989, 1992 bis 2000 und in der Saison 2003/04 in der höheren Oberliga Bayern vertreten.
Ihren größten Nachkriegserfolg feierten die Fußballer 1986 unter ihrem Trainer Karsten Wettberg, als sie die Meisterschaft in der Bayernliga gewannen und sich so für die Aufstiegsrunde zur Zweiten Bundesliga qualifizierten. Weil der Verein es versäumt hatte, die erforderlichen Unterlagen für die zweite Liga einzureichen, durfte an seiner Stelle der Vizemeister TSV 1860 München in der Aufstiegsrunde spielen. Stattdessen trat die Spielvereinigung in den Spielen um die Deutsche Amateurmeisterschaft an, deren Teilnahme im Regelfall den gescheiterten Oberliga-Vizemeistern vorbehalten war, weil die Meister in der Regel um den Zweitliga-Aufstieg spielten. Die SpVgg Landshut scheiterte im Halbfinale am VfR Bürstadt.
In der Saison 2011/12 errang sie den Meistertitel in der Landesliga Mitte und qualifizierte sich damit für die Relegation zur neuen viertklassigen Regionalliga Bayern. Dort scheiterte sie allerdings am SV Heimstetten und spielt in der neuen Saison somit in der Südstaffel der fünftklassigen Fußball-Bayernliga. Aus dieser stieg sie 2015 in die Landesliga Südost ab.

## Spieler
Von 1960 bis 1963 war der ehemalige jugoslawische Nationalspieler – Silbermedaillengewinner bei den Olympischen Spielen von 1948 und Weltmeisterschaftsteilnehmer von 1950 – Željko Čajkovski Spielertrainer beim Verein.

## Trainer
- Alexander Kutschera (2005–2008, 2010–2011)

## Titel und Erfolge
| - DFB-Pokal Hauptrundenteilnehmer 1982, 2000 (2. Runde) - Teilnahme Bezirksliga Bayern (Erstligastatus) 1932 - Aufstieg in die Bayernliga (2. Liga) 1948 - Bayerischer Meister (3. Liga) 1986 | - Aufstieg in die Bayernliga (3. Liga) 1983, 1989 - Meister der Landesliga Mitte 2003, 2012 - Niederbayerischer Bezirkspokalsieger: 1949, 1969, 1981, 1986, 1987, 1988, 1991, 1995, 1999, 2001, 2002, 2004, 2006 |  |